# 南部時長
南部 時長（なんぶ ときなが）は、鎌倉時代後期から南北朝時代にかけての武士。南部政行の嫡男。

## 生涯
父の死後に家督を継承したが、南部家中では従兄弟・南部武行が得宗被官の長崎思元の恩寵に浴して栄達しており、時長はその後塵を拝していた。更に家督を継いで程なく、時長は土地の所有を巡る控訴に巻き込まれる。
土地を巡る控訴の淵源は父・政行の代まで遡る。政行は弟の宗実に父時実の遺領の内八町二反を横領されて幕府に訴え、吟味の結果政行、時長親子と宗実、武行親子が二十年毎に交互で知行するという裁定が下っていた。
しかし政行が没した直後、後妻尼了心とその子南部資行が、偽文書を作成して、政行から土地を相続する権限は自分達にあると主張、さらに尼了心と資行は武行を懐柔し、武行の背後にいる長崎思元の後ろ盾を借りて自分達に有利に裁決が進むよう強引な手段を採った。
憤慨した時長は弟の師行、政長と共に幕府に訴えた。しかし控訴は紛糾して容易に解決しなかった。土地の所有権を巡り武行、資行と論争を続けている中、後醍醐天皇が倒幕の狼煙を上げる。武行は得宗被官の恩恵を受ける立場上幕府側に与したが、時長ら三兄弟は天皇側に荷担した。背景にはやはり土地を巡る対立があったと考えられている。
時長、師行は奥州から馳せ参じた政長と合流し、新田義貞の軍勢に随伴して奮戦した。霊山寺の戦いでは時長の長男行長が武功を挙げ、幕府の首魁北条高時らが自害した鎌倉での激戦では、時長の手勢が共に高時の与党である海道孫三郎を捕縛、伊具土佐孫七の首級を挙げる功績を立てている。後醍醐天皇が新政府を発足させると、時長は甲斐守に叙任され、義貞始め新田一族が多く登用された武者所の一番に編成された。
従兄弟武行、異母弟資行との間に起こった土地を巡る訴訟は、鎌倉幕府滅亡後まで尾を引いていた。武行は官軍に降参して許されたが、時長らは武行を訴え、代官の羽鳥重泰を媒介して資行にも尋問を行い適切な裁決を下すよう新政府に要求している。
足利尊氏が後醍醐天皇に反旗を翻すと、義貞と緊密な関係にあった南部三兄弟は皆南朝方に属した。弟の師行と政長は、北畠顕家に随行して陸奥へと下ったが、時長は新田義貞に同行して京都に止まった。趨勢は北朝側有利となり、湊川の戦いで義貞、楠木正成が敗れると、後醍醐天皇は京を追われ大和国の吉野に逼塞し、義貞や北畠親房ら、南朝方の諸将は四散する。時長は名和義高らと共に奈良を目指して去っていった。これを最後に、史料上から時長は姿を消す。